# Meioneta parasaxatilis
Meioneta parasaxatilis är en spindelart som först beskrevs av Marusik, Hippa och Koponen 1996.  Meioneta parasaxatilis ingår i släktet Meioneta och familjen täckvävarspindlar. Inga underarter finns listade i Catalogue of Life.